# Робітнича партія (Алжир)

## Назва, історія створення, сутність
Робітнича партія Алжиру (інші назви: арабською — Hizb al-Ummal — араб. حزب العمال, берберською — бербер. Akabar Ixeddamen, рос. Партия трудящихся (Алжир), фр. Parti des Travailleurs, PT, англ. Workers' Party) — алжирська ультраліва троцькістська партія, пов'язана з французькою Незалежною робітничою партією. Абревіатура назви — РТ — від Parti des Travailleurs.
Була заснована з ініціативи Соціалістичної організації трудящих на платформі класової боротьби в 1990 році, наступного року після введення багатопартійної системи. Претендує на спадкоємність від таких алжирських революційних організацій, як «Північноафриканська зірка» і Партія алжирського народу.
Бере участь у виборах і представлена в Парламенті Алжиру з 1997 року. На парламентських виборах 2007 року стала найбільшою опозиційною правлячому Фронту національного звільнення (Алжир) (ФНЗ) партією в Парламенті Алжиру, отримавши 5,08 % голосів і 26 депутатських місць. На виборах 2012 року абсолютна кількість голосів, поданих за партію, зменшилася, і вона провела до парламенту 24 депутатів. Надає парламентську підтримку профспілковому руху.
Лідером партії з моменту її заснування є Луїза Ханун, що стала на Президентських виборах в Алжирі 2004 року першою жінкою-кандидатом в президенти. Тоді вона отримала 1 % голосів, але вже на наступних Президентських виборах в Алжирі (2009) цей показник виріс до 4,22 % (604 258) голосів, і Ханун посіла друге місце.

## Основні цілі, принципи
На найближчий час партія виносить наступні питання як основні:
- Звільнення всіх політичних в'язнів.
- Вирішення питання про зниклих безвісти осіб.
- Право на організацію
- Відновлення всіх демократичних свобод, зокрема зняття надзвичайного стану і всіх надзвичайних заходів, відновлення свободи друку, і дозвіл профспілкової діяльності.
- Повага до багатопартійності.
- Рівність прав між жінками та чоловіками, що призведе скасування Сімейного кодексу і прийняття цивільних законів, що нададуть повне громадянство жінкам,
- Визнання мови Tamazight[недоступне посилання з липня 2019] як офіційної мови, яка буде викладатися в школах і використовуватися в державних установах.
- Право на постійну роботу для всіх тих, хто мешкає в країні.
- Змінна шкала заробітної плати і пенсій, які повинні індексуватися із змінами вартості життя.
- Збереження системи соціального забезпечення і пенсійних виплат.
- Право на ведення колективних переговорів.
- Збереження поточних позицій в державному секторі
- Заборона на виплати заробітної плати нижче мінімального розміру оплати праці.
- Ратифікація всіх конвенцій МОП, Межнародної організації праці (спеціалізований орган ООН)
- Встановлення мінімального доходу для тих, хто вперше шукають роботу, і допомоги по безробіттю для звільнених працівників.

Для досягнення своїх цілей, партія буде застосовувати всі засоби демократії, проводитиме політичні дії, організовуватиме групи трудящих.